# Ваттимо, Джанни
Джа́нни Ва́ттимо (итал. Gianteresio (Gianni) Vattimo) (4 января, 1936, Турин — 19 сентября 2023) — итальянский философ, теоретик постмодернизма; писатель и политик. Его работы переведены на многие языки мира.

## Биография
Ученик Луиджи Парейзона, защитил учёную степень по философии в 1959 году в Турине. Продолжил учёбу в Гейдельберге у Гадамера и Карла Лёвита.
В 1950-е годы работал в передачах, посвящённых культуре, на каналах RAI. Профессор Туринского университета. Преподавал в США как приглашённый профессор. Являлся открытым геем и сторонником 
теологии смерти бога.
Занимался политической деятельностью, состоял в Радикальной партии, партии «Левые демократы» и Партии итальянских коммунистов. 30 марта 2009 года заявил свою кандидатуру и прошёл в Европейский парламент по списку партии «Италия ценностей».
Покинув партию «Левые демократы», занялся активной пропагандой марксизма, призывая к «диалектическому снятию» искажений последнего в СССР. Соавтор (с Сантьяго Забалой) книги «Герменевтический коммунизм: От Хайдеггера к Марксу» (2011).

## Взгляды
Ваттимо известен своими утверждениями о том, что в Протоколах сионских мудрецов многое из написанного о евреях — чистая правда, однако считает себя антисионистом, а не антисемитом. Считал, что евреи захватили мировую экономику и используют её в своих целях, что в западной финансовой системе существует еврейская гегемония. Выступал с поддержкой обстрелов Хамасом Израиля.

## Признание
- Премия Макса Планка (1992)
- Премия Ханны Арендт (2002).

## Публикации на русском языке
- Прозрачное общество. М.: Логос, 2002. — 128 с. — ISBN 5-8163-0029-7 (ошибоч.)
- Европейский дом // Отечественные записки. 2003, № 6.
- После христианства. М.: Три Квадрата, 2007. — 176 с. — ISBN 978-5-94607-077-0 (ошибоч.)
- Техника и существование. М.: Канон+, 2012. — 208 с. — ISBN 978-5-88373-288-0.